# Бочаї
Бочаї (словен. Bočaji) — поселення в общині Копер, Регіон Обално-крашка, Словенія. Висота над рівнем моря: 332,9 м.